# Fort VII Twierdzy Toruń
Fort VII Twierdzy Toruń (pierwotnie Fort IV, następnie Fort Friedrich der Grosse, od 1920 roku im. Tadeusza Kościuszki) – główny fort artyleryjski, położony przy ul. Polnej 1.
Powierzchnia fortu wynosi 4,2 ha.

## Historia

### Utworzenie fortu
Zbudowany w latach 1880–1883 na planie pięciokąta jako ostatni główny fort twierdzy toruńskiej. Oryginalny plan pełnego fortu artyleryjskiego został w jego wypadku poważnie zmodyfikowany, m.in. przez przesunięcie prochowni z lewego barku twierdzy do magazynu przy głównej poternie, budowę dwukondygnacyjnych koszar szyjowych, brak chodników ze strzelnicami oraz przesunięcie blokhauzu. Zrezygnowano również z rozbudowanych wałowych umocnień ziemnych. Do fortu prowadziła brama główna z żelaznym mostem zwodzonym. Koszt budowy fortu wyniósł 2 410 568 marek niemieckich.
W latach 90. XIX wieku fort przeszedł modernizację, która uczyniła go odpornym na ogień dział kalibru 150 mm. Murowane obiekty podziemne fortu zostały pokryte metrową warstwą betonu, pomieszczenia mieszkalne otrzymały pancerne okiennice. Równocześnie obiekt został lepiej zamaskowany w terenie poprzez dodatkowe obsadzenie roślinnością oraz otoczenie go drutem kolczastym (w 1911). Wcześniej, w 1898 roku, do fortu doprowadzono elektryczność.
Ogień z jego dział mógł dotrzeć w okolice miejscowości Olek.

### Okres międzywojenny
Po 1920 roku w mocno zdewastowanym przez wychodzące z Torunia wojska pruskie w forcie urządzono szpital weneryczny. Następnie Zarząd Forteczny urządził w nim koszary oraz magazyny, nie dokonując jednak generalnego remontu: ograniczono się do remontu instalacji elektrycznej i odmalowania bram, mostu i płotu otaczającego fort.

### Obóz dla internowanych w Forcie VII
Około 15 października 1939 roku okupanci niemieccy zorganizowali na terenie fortu obóz dla internowanych osób cywilnych (niem. Internierungslager). Początkowo straż w obozie sprawowali żołnierze Wehrmachtu; niemniej SS i policja posiadały prawo nieograniczonego wstępu na teren fortu. 26 października, a więc równocześnie ze zniesieniem administracji wojskowej na okupowanych obszarach, obóz został oficjalnie przejęty przez paramilitarny Selbstschutz. Komendantem został mianowany Karl Friedrich Strauss (miejscowy Niemiec, z zawodu stolarz), podczas gdy funkcję jego zastępcy pełnił Bronisław (Bruno) Schönborn.
Jako pierwsi do obozu trafili polscy więźniowie przetrzymywani dotąd w celach toruńskiego więzienia przy ul. Piekary 53, popularnie zwanego „Okrąglakiem”. Liczba więźniów gwałtownie wzrosła po 17 października, kiedy to w kazamatach fortu osadzono od 600 do 1200 mieszkańców Torunia i powiatu aresztowanych podczas wielkiej obławy na „polskie elementy niepewne politycznie”. Wkrótce do Internierungslagru zaczęto także kierować więźniów Selbstschutzu z powiatów chełmińskiego, lipnowskiego i wąbrzeskiego, a nawet z powiatów brodnickiego i rypińskiego. Fort VII stał się w ten sposób centralnym więzieniem dla całego Inspektoratu II Selbstschutzu. Polscy historycy szacują, że w celach fortu przetrzymywano jednorazowo od 700 do 1000–1200 lub nawet 1500 osób. Całkowita liczba więźniów, którzy przeszli przez toruński Internierungslager szacowana jest przez Konrada Ciechanowskiego na 3 tys. osób.
Warunki panujące w obozie były bardzo ciężkie. W celach przeznaczonych dla 6–12 żołnierzy zazwyczaj musiało się pomieścić od 50 do 80 więźniów. Mężczyznom za posłanie służyła skąpo rozsypana słoma, a za przykrycie co najwyżej własne płaszcze. Nieco lepsza sytuacja panowała w celach kobiecych, gdzie znajdowały się nieliczne sprzęty. Fatalne warunki sanitarne były powodem powszechnej wszawicy, wielu więźniów chorowało również na świerzb. Wyżywienie było dalece niewystarczające, gdyż więźniowie otrzymywali na śniadanie czarną kawę i komiśniak, na obiad beztłuszczową zupę z pęczaka z niewielką ilością ziemniaków, a na kolację wyłącznie czarną kawę. Przed całkowitym głodem ratowały więźniów jedynie paczki od rodzin. Obozowa załoga często traktowała osadzonych w sposób bardzo brutalny. Okrucieństwem odznaczał się zwłaszcza komendant Strauss, który znęcał się nad więźniami zarówno fizycznie, jak i psychicznie.
Od pierwszych dni istnienia obozu działała w nim specjalna komisja złożona z funkcjonariuszy Gestapo oraz członków miejscowego Selbstschutzu. Na podstawie wyników przesłuchań (nierzadko połączonych z biciem) oraz analizy kwestionariuszy i życiorysów sporządzanych przez więźniów komisja decydowała o losie każdego osadzonego. Pomiędzy 28 października a 6 grudnia 1939 roku co najmniej 600 więźniów obozu rozstrzelano w pobliskim lesie Barbarka.
Po rozwiązaniu Selbstschutzu (26 listopada) masowe egzekucje w zasadzie ustały, ustępując miejsca deportacjom do obozów koncentracyjnych. Dzięki temu uniknęli rozstrzelania m.in. więźniowie z powiatów chełmińskiego i wąbrzeskiego, których osadzono w Forcie VII już po rozwiązaniu Selbstschutzu. 8 stycznia 1940 roku z fortu skierowano do obozu przejściowego w gdańskim Nowym Porcie transport z około 100–200 więźniami. Po kilkudniowym pobycie w Nowym Porcie niemal wszyscy więźniowie z toruńskiego transportu zostali przeniesieni do obozu koncentracyjnego KL Stutthof. Fort opustoszał 10 stycznia 1940 roku. Pod koniec stycznia toruński Internierungslager został przeniesiony z Fortu VII do pobliskiego Fortu VIII, gdzie funkcjonował do momentu ostatecznej likwidacji w lipcu 1940 roku.

### Po 1945 roku
Po wojnie w forcie mieściła się rozlewnia wina. W 1976 roku w lewej kaponierze barkowej utworzono „Ścianę śmierci” – miejsce pamięci narodowej, upamiętniającej więźniów fortu, zamordowanych później w Barbarce. W 2019 roku oczyszczono wnętrze i dziedziniec lewej kaponiery barkowej. Jesienią 2021 roku oczyszczono elewację kaponiery z graffiti.
Nieopodal fortu znajduje się pomnik (Chwalebne kamienie) upamiętniający żołnierzy 5 pruskiego pułku piechoty z 1915 roku.